# Archivo Histórico Provincial de Cantabria
El Archivo Histórico Provincial de Cantabria fue creado mediante orden ministerial de 2 de diciembre de 1950 (BOE de 16 de enero de 1951). Se creó mediante el decreto conjunto de los Ministerios de Justicia y de Instrucción Pública y Bellas Artes de 12 de noviembre de 1931, sobre Régimen y Denominación de los Archivos Históricos de Protocolos e Históricos Provinciales.

## Historia
La Dirección General de Archivos y Bibliotecas del Ministerio de Educación, encarga a Alberto Dorao Díez-Montero, hasta entonces Director del Archivo de la Delegación de Hacienda, la búsqueda de locales adecuados así como de documentación, trabajos que inicia ya en 1944. El recién creado archivo se instala inicialmente en una sala del Instituto de Enseñanza Media Santa Clara y se inician los trámites para trasladar los protocolos notariales centenarios de toda la provincia de Santander.
Hasta el año 1959 los ingresos de documentación fueron escasos, debido al poco espacio disponible en los locales del Instituto Santa Clara. A partir de 1960 con la llegada de una nueva directora, María Blanca Álvarez Pinedo, por jubilación de su anterior responsable, esta comienza la búsqueda de un local más adecuado que permita el ingreso de nuevos fondos documentales. Se obtiene pronto autorización del Ministerio para trasladarse a la recién creada Casa de Cultura Menéndez Pelayo en la calle Gravina, donde permanecerá hasta el año 2010. El nuevo edificio estaba originalmente destinado a Museo Arqueológico y por tanto contaba con algunas carencias para ser utilizado como archivo, principalmente el hecho de que no pudiera soportar el peso de la documentación en los depósitos. Aun así comienza el traslado en 1961 y se incrementan en los años sucesivos los fondos documentales, entre ellos más protocolos y parte del archivo de la Diputación Provincial y fondos de otras instituciones que se encontraban en el archivo de la diputación debido a la actividad de varios miembros del Centro de Estudios Montañeses, entre ellos documentación de Laredo, Cayón, Toranzo, Carriedo, Buelna, Real Consulado de Santander, etc. También ingresa en 1969 procedente de la Diputación Provincial el Catastro del Marqués de la Ensenada. Comienzan también las donaciones de particulares así como la recogida del archivo del Instituto de Enseñanza Media Santa Clara.
En 1972 se inicia una nueva etapa con la incorporación de su nuevo director, Manuel Vaquerizo Gil. Continúan los ingresos de fondos en parte gracias a la nueva función de archivo intermedio de la administración del estado, aunque debido a los problemas estructurales del edificio, buena parte de esta documentación tiene que almacenarse en depósitos provisionales fuera del edificio principal y sin que puedan ser consultados durante años. Aun así el ingreso de fondos es importante en los años siguientes, en parte gracias a las donaciones de particulares, así como de otras instituciones entre las que destacan la del Gobierno Civil, Delegación Provincial de Industria, Magistratura de Trabajo, Diario Alerta, Colección del Centro de Estudios Montañeses o Tomás Maza Solano entre otros.
En 1991 fue dotado el Archivo de un taller de restauración de documentos y en 1999 el archivo se incorpora al mundo de las nuevas tecnologías mediante la informatización de su proceso descriptivo. En 2004 inició la difusión de sus fondos a través de internet y la digitalización de los mismos.
Destaca el lanzamiento de la Guía del Archivo Histórico Provincial de Cantabria, publicada en el año 2000, con motivo del 50 aniversario de la creación del Archivo.
Desde enero de 2010 se encuentra ubicado en el edificio del antiguo Depósito General de Tabaco en Rama de Tabacalera en Santander (actual centro cultural Los Arenales), que también ocupa la Biblioteca Central de Cantabria. El director actual desde el año 2018 es Francisco García Díaz, tras la jubilación del anterior director en 2006.

## Fondos documentales
El archivo divide sus fondos documentales en tres grandes grupos, Archivos públicos, privados y Colecciones.
Archivos Públicos
- Protocolos notariales
- Diputación Provincial
- Gobierno Civil
- Contaduría de Hipotecas de Santander
- Corregimiento de las Cuatro Villas de la Costa de la Mar
- Fundaciones Benéfico-Docentes
- Instituto de Enseñanza Media “Santa Clara” de Santander
- Catastro del Marqués de la Ensenada
- Aduana de Castro Urdiales
- Dirección General de Industria y Energía
- Sanatorio Marítimo “Víctor Meana” de Pedrosa
- Administración local: Abadía de Santillana, Concejo de Cuena, Ayuntamiento de Ruiloba, Junta de Voto, Merindad de Trasmiera, Provincia de Liébana, Valle de alfoz de Lloredo, Valle de Buelna, Valle de Carriedo, Valle de Castañeda, Valle de Cayón, Valle de Hoz, Valle de Penagos, Valle de Reocín, Valle de Soba, Valle de Toranzo, Valle de Villaverde, Villa de Cartes y Concejo de Cohicillos, Villa de Laredo
- Sección femenina
- Diario Alerta
- Cofradía de Pescadores de San Martín de Laredo
- Organización Sindical A.I.S.S.
- Real Consulado de Santander

Archivos Privados
- Archivos de empresas como Ambrosio San Emeterio o Bonifacio Ferrer

- Archivos familiares: Familia Botín, Ruiz de Villegas, San Juan, Ceballos (Condes de Isla), Arce-Socobio, Vélez-Cachupín, etc.
- Iglesia parroquial de Santa María de Laredo

Colecciones
- Fotografías
- Mapas, planos y dibujos
- Sellos
- Centro de Estudios Montañeses
- Colección Pedraja
- Colección Sautuola
- Colección Tomás Maza Solano
- Pergaminos
- Colección Caja Cantabria
- Colección Familia Tova-Piedra
- José del Río Sainz "Pick"
- Juan Antonio Iribarnegaray-Jado